# Unguja Ukuu
Unguja Ukuu è un insediamento, di piccole dimensioni ma di importanza storica, situato sull'isola di Unguja, l'isola principale dell'arcipelago di Zanzibar. In epoca shirazi, prima che i sultani di Oman costruissero Stone Town, Unguja Ukuu fu la città più importante di Zanzibar e servì come capitale dei possedimenti persiani nell'area.
Fra le figure storiche legate a Unguja Ukuu una delle più note è quella di Mohammed wa Joka, un antico proprietario terriero a cui la tradizione locale attribuisce poteri magici; si dice infatti che fosse capace di prevedere il futuro, rendere la cittadina invisibile per proteggerla dagli intrusi, e di identificare chiunque rubasse noci di cocco dalle sue piantagioni.